# Casa Larkin
La casa Larkin es una casa histórica ubicada en 464 Calle Principal, Monterrey (California), Estados Unidos. Construida en 1835 por Thomas O. Larkin, se afirma que es la primera casa de dos pisos en toda California, con un diseño que combina métodos de construcción coloniales españoles con características arquitectónicas de Nueva Inglaterra. Es tanto un Hito histórico de California como una propiedad destacada del Parque Histórico Estatal de Monterey.

## Descripción
Está ubicada en el centro histórico de Monterey, California, en la esquina suroeste de la Calle Principal y la Calle Jefferson. Es una estructura de madera de dos pisos, con paredes de adobe y un tejado a cuatro aguas de poca pendiente. Tres de sus cuatro lados están cubiertos por una galería de techo plano de estructura de madera. La estructura de postes y vigas está expuesta en el interior, donde también hay una chimenea.
El edificio fue originalmente parte de una gran propiedad en la Calle Principal en Monterey. Comparte una parcela de tierra con Sherman Quarters, un edificio histórico de piedra que desempeñó un papel importante en la historia militar estadounidense. La entrada se encuentra en los jardines de la casa Larkin.

## Historia
En 1832, Thomas O. Larkin, nativo de Massachusetts, se unió a su medio hermano John B. R. Cooper en los negocios de California. Larkin se convirtió en el estadounidense más influyente en Monterey, entonces la capital de Alta California. Se desempeñó como el único cónsul de los Estados Unidos en México, Monterey. Larkin buscó construir una casa más típica de su natal Nueva Inglaterra, pero los aserraderos locales no pudieron proporcionarle suficiente secoya para ese propósito. Larkin se comprometió a construir un marco típico de Nueva Inglaterra, pero luego terminó sus paredes con adobe blanqueado. El marco hizo posible agrandar significativamente las aberturas de las ventanas sobre la arquitectura colonial española tradicional, y el estilo de esta edificación se extendió rápidamente por California. Se cree que la casa es la primera casa de dos pisos en California y la primera en tener una chimenea.
Fue designada Monumento Histórico de California en 1933. Después se convirtió en un Monumento Histórico Nacional en 1960 y es parte del Parque Histórico Estatal de Monterey, que a su vez está designado como Hito Histórico Nacional.